# Фінал кубка СРСР з футболу 1953
14-й фінал кубка СРСР з футболу відбувся на стадіоні «Динамо» в Москві 10 жовтня 1953 року. У грі взяли участь московське «Динамо» і куйбишевський «Зеніт». На матчі були присутні 65 тисяч глядачів. Другу перемогу в турнірі здобули «динамівці» Москви.

## Претенденти
- «Динамо» (Москва) — п'ятиразовий чемпіон СРСР (1936 (в), 1937, 1940, 1945, 1949), володар кубка СРСР (1937).

- «Зеніт» (Куйбишев) — 4-е місце в чемпіонаті 1951 року.

## Деталі матчу
| 10 жовтня 1953 |

| «Динамо» М   | 1 – 0 | «Зеніт» Кб |
| ------------ | ----- | ---------- |
| Сальников 7' | Звіт  |            |

| «Динамо» (Москва) Глядачів: 65 000 Арбітр: Нестор Чхатарашвілі (Тбілісі) |

| ДИНАМО         |                       |     |
|                |                       |     |
| ВР             | Лев Яшин              | 58' |
| ЗХ             | Анатолій Родіонов     |     |
| ЗХ             | Костянтин Крижевський |     |
| ЗХ             | Борис Кузнецов        |     |
| ПЗ             | Олексій Водягін       |     |
| ПЗ             | Євген Байков          |     |
| НП             | Володимир Рижкін      |     |
| НП             | Костянтин Бєсков      |     |
| НП             | Володимир Савдунін    |     |
| НП             | Сергій Сальников      | 70' |
| НП             | Володимир Шабров      |     |
| Заміни:        |                       |     |
| ВР             | Володимир Беляєв      | 58' |
| НП             | Володимир Ільїн       | 70' |
| Тренер:        |                       |     |
| Михайло Якушин |                       |     |

| ЗЕНІТ            |                      |     |
|                  |                      |     |
| ВР               | Володимир Корнілов   |     |
| ЗХ               | Олександр Скорохов   |     |
| ЗХ               | Ігор Гаврилов        |     |
| ЗХ               | Іван Ширяєв          |     |
| ПЗ               | Віктор Карпов        |     |
| ПЗ               | Віктор Кірш          |     |
| НП               | Віктор Бровкін       |     |
| НП               | Віктор Ворошилов     |     |
| НП               | Олександр Гулевський |     |
| НП               | Борис Запрягаєв      | 70' |
| НП               | Федір Новіков        |     |
| Заміна:          |                      |     |
| НП               | Вадим Рєдькін        | 70' |
| Тренер:          |                      |     |
| Петро Бурмістров |                      |     |